# ツーアップ

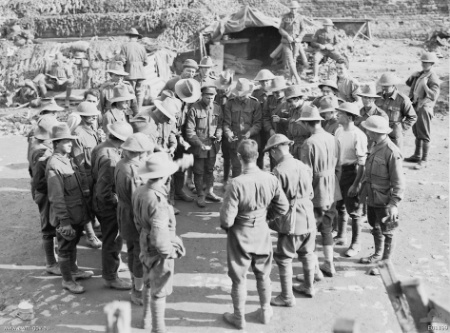

ツーアップ（Two-up）は、オーストラリアに起源をもつカジノゲームの一種である。コインを投げておこなわれる。先攻後攻決めの決めゲームでもある。

## 基本ルール
ルールといっても、やり方は、お客が投げたコイン(お金)が、裏か表かで勝敗が決めるだけ。出目を当てる場合もある。